# Camp de refugiats de Gašinci
El Camp de refugiats del districte de Gašinci, a Eslavònia Oriental, Croàcia, fou el més gran camp de refugiats de Croàcia, assistit per l'Alt Comissionat de les Nacions Unides per als Refugiats (ACNUR), situat a una zona d'entrenament militar, i que va ser actiu des del 30 de maig de 1992 fins al 2003, acollint a refugiats de les diverses Guerres Balcàniques.
Al camp hi treballaren diverses ONGs com ZaMir i Suncokret. Al començament s'hi allotjaren refugiats procedents de la zona d'Eslavònia Oriental, més endavant hi arribaren refugiats del Nord de Bòsnia. El juliol de 1993 hi foren acollits presoners alliberats de camps de concentració croates de l'autoproclamada República Croata d'Herceg-Bòsnia a l'Hercegovina. El 1994 hi arribaren refugiats de la zona de Bihać, fins llavors controlada pels partidaris d'en Fikret Abdić. El 1996 fou declarat per la Federació Internacional de Societats de la Creu Roja i de la Mitja Lluna Roja en estat d'emergència, perquè l'estat croata tancà els altres camps i hi traslladà els refugiats, produint-hi una massificació Durant el conflicte a Kosovo/Kosova el 1999 hi van ser ubicats albanesos procedents d'aquesta zona.